# Argentina na Letních olympijských hrách 1900
Argentina se účastnila Letní olympiády 1900 ve francouzské Paříži. Zastupoval ji 1 muž v šermu.